# 26 stycznia
26 stycznia jest 26. dniem w kalendarzu gregoriańskim. Do końca roku pozostało 339 (w latach przestępnych 340) dni.

## Święta
- Imieniny obchodzą: Andrzej, Ksenofont, Leon, Leona, Małostryj, Paula, Skarbimir, Teogenes, Tymoteusz, Tytus i Żeligniew.
- Australia – Święto Australii
- Dominikana – Urodziny Juana Pablo Duarte
- Indie – Święto Republiki
- Międzynarodowe – Światowy Dzień Celnictwa (od 1953, w Polsce od 1992)
- Polska – Dzień Transplantacji
- Uganda – Rocznica Rządu
- Wspomnienia i święta w Kościele katolickim[1][2] obchodzą:
  - Dzień Islamu (w Kościele katolickim w Polsce)
  - św. Józef Gabriel Brochero (prezbiter)
  - św. Paula Rzymianka (wdowa)
  - założyciele zakonu cystersów: św. Robert z Molesme, św. Alberyk i św. Stefan Harding
  - święci biskupi: Tymoteusz i Tytus

## Wydarzenia w Polsce
- 1521 – Wojna pruska: nieudany atak wojsk krzyżackich na Olsztyn, którego obronę przygotowywał Mikołaj Kopernik.
- 1564 – Wojna litewsko-rosyjska: zwycięstwo wojsk litewskich w bitwie pod Czaśnikami.
- 1736 – Abdykacja króla Stanisława Leszczyńskiego.
- 1807 – Powstała Izba Edukacji Publicznej.
- 1900 – Spłonął Dwór Tatrzański w Zakopanem.
- 1902 – Zainaugurowało działalność Łomżyńskie Towarzystwo Wioślarskie.
- 1919:
  - Odbyły się pierwsze po odzyskaniu niepodległości wybory do Sejmu Ustawodawczego.
  - Wojna polsko-czechosłowacka: wojska czechosłowackie, korzystając z zaangażowania Polski w walki na wschodzie, zajęły ziemie Śląska Cieszyńskiego aż za Wisłę.
- 1938 – Gen. Tadeusz Kutrzeba określił w przedstawionych marszałkowi Edwardowi Rydzowi-Śmigłemu założeniach planu wojny z Niemcami ich przewagę militarną jako trzykrotną.
- 1940 – Generalny Gubernator Hans Frank wydał rozporządzenie zakazujące Żydom podróżowania koleją.
- 1942 – Mieszkańcom warszawskiego getta udostępniono drewniany most nad ul. Chłodną, łączący do sierpnia tego roku tzw. duże i małe getto.
- 1945 – Armia Czerwona zajęła miasta: Bydgoszcz, Kalwaria Zebrzydowska, Nakło nad Notecią, Opalenica, Osiek nad Notecią, Szamotuły, Tolkmicko, Wadowice i Wolsztyn.
- 1951 – Władze państwowe usunęły administratorów diecezji na Ziemiach Odzyskanych.
- 1953 – Przed Wojskowym Sądem Rejonowym w Krakowie zakończył się proces księży kurii krakowskiej.
- 1955 – Premiera filmu wojennego Pokolenie w reżyserii Andrzeja Wajdy.
- 1965 – Premiera filmu obyczajowego Zakochani są między nami w reżyserii Jana Rutkiewicza.
- 1966 – W I Klinice Chirurgicznej Akademii Medycznej w Warszawie dokonano pierwszego w Polsce udanego zabiegu przeszczepienia narządu (nerki). 19-letnia pacjentka zmarła 16 lipca 1966 roku na zapalenie trzustki z pracującą nerką.
- 1976 – Premiera polsko-radziecko-francuskiego filmu historycznego i biograficznego Jarosław Dąbrowski w reżyserii Bohdana Poręby.
- 1980 – Polak Stanisław Bobak wygrał pierwsze w historii zawody Pucharu Świata w skokach narciarskich na Wielkiej Krokwi w Zakopanem.
- 1981 – Premiera filmu historycznego Wizja lokalna 1901 w reżyserii Filipa Bajona.
- 1982 – Sejm PRL uchwalił Kartę Nauczyciela.
- 1984 – Sejm PRL uchwalił ustawę o prawie prasowym.
- 1990:
  - Premiera komedii erotycznej Porno w reżyserii Marka Koterskiego.
  - Zdemontowano pomnik Juliana Marchlewskiego we Włocławku.
- 1991 – Rada Ministrów przyjęła uchwałę o utworzeniu stanowiska pełnomocnika Rządu ds. Integracji Europejskiej oraz Pomocy Zagranicznej, które 28 stycznia objął Jacek Saryusz-Wolski.
- 1996 – Rząd Józefa Oleksego podał się do dymisji.
- 2005 – Na Cmentarzu Powązkowskim w Warszawie z honorami wojskowymi pochowany został Jan Nowak-Jeziorański.
- 2012 – Polska podpisała Umowę handlową dotyczącą zwalczania obrotu towarami podrabianymi (ACTA).
- 2016 – Grzegorz Schetyna został wybrany na przewodniczącego Platformy Obywatelskiej[3].

## Wydarzenia na świecie
- 1340 – Król Anglii Edward III ogłosił się królem Francji.
- 1500 – Hiszpan Vicente Yáñez Pinzón dopłynął, jako pierwszy Europejczyk, do Brazylii.
- 1531 – Ok. 30 tys. osób zginęło w trzęsieniu ziemi w Lizbonie.
- 1564 – Papież Pius IV zatwierdził dokumenty Soboru trydenckiego.

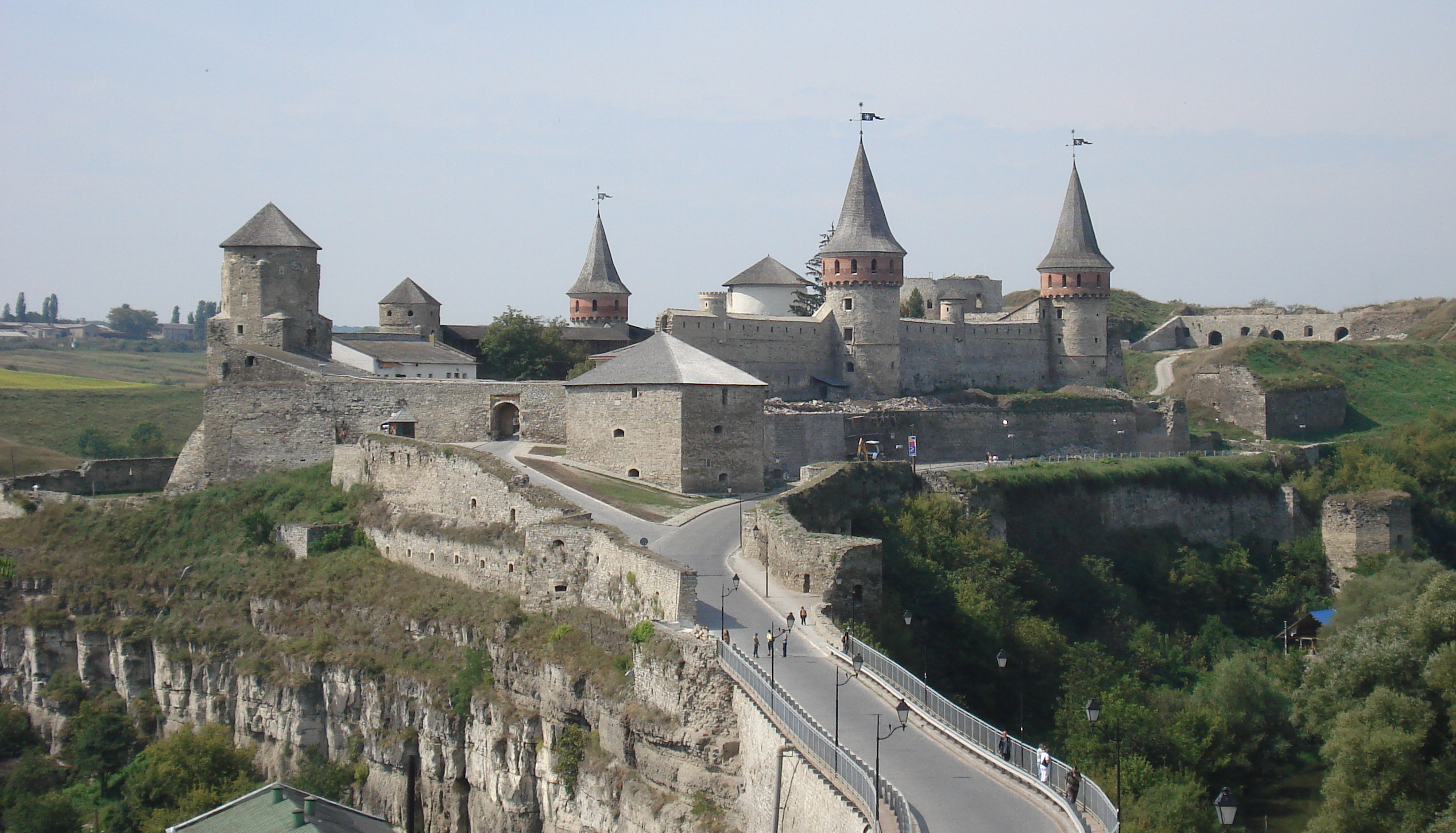
Zamek w Kamieńcu Podolskim – jedna z najpotężniejszych twierdz I Rzeczypospolitej

- 1565 – Armia koalicji sułtanatów dekańskich rozgromiła armię Królestwa Widźajanagaru w bitwie pod Talikotą na południu Indii.
- 1589 – (5 lutego według kal. greg) W Soborze Uspieńskim w Moskwie patriarcha Konstantynopola Jeremiasz II Tranos wyniósł dotychczasowego metropolitę moskiewskiego Hioba do rangi patriarchy moskiewskiego i całej Rusi.
- 1648 – Car Rosji Aleksy I Romanow ożenił się z 
Marią Miłosławską.
- 1654 – Wojna holendersko-portugalska o Brazylię: skapitulowały ostatnie holenderskie oddziały w Recife.
- 1679 – Wojna Francji z koalicją hiszpańsko-austriacko-lotaryńską: Francja i Szwecja zawarły w holenderskim Nijmegen traktaty pokojowe ze Świętym Cesarstwem Rzymskim.
- 1699 – Święta Liga i Imperium Osmańskie zawarły pokój w Karłowicach, na mocy którego m.in. Rzeczpospolita odzyskała Podole.
- 1700 – Na terenach obecnych stanów Oregon i Waszyngton miało miejsce jedno z najsilniejszych trzęsień ziemi w historii, które wywołało tsunami na Pacyfiku.
- 1704 – Wojna królowej Anny: w bitwie pod Ayubale na hiszpańskiej Florydzie angielscy koloniści wraz ze sprzymierzonymi Krikami dokonali masakry Apalaków i wspierającej ich hiszpańskiej kawalerii (25-26 stycznia).
- 1782 – Wojna o niepodległość Stanów Zjednoczonych: taktyczne zwycięstwo floty brytyjskiej w bitwie pod Saint Kitts.
- 1788 – Założono pierwszą europejską osadę w Australii, która leżała na terenie dzisiejszego Sydney. Na pamiątkę tego wydarzenia 26 stycznia ustanowiono australijskim świętem narodowym.
- 1790 – W Burgtheater w Wiedniu odbyła się prapremiera opery Così fan tutte Wolfganga Amadeusa Mozarta.
- 1797 – Austria, Prusy i Rosja podpisały w Sankt Petersburgu ostateczną konwencję rozbiorową głoszącą, że nazwa Królestwa Polskiego ma być wymazana na zawsze z map.
- 1802 – W miejsce Republiki Cisalpińskiej powstała Republika Włoska na czele z Napoleonem Bonapartem jako prezydentem.
- 1808 – W australijskiej Nowej Południowej Walii doszło do tzw. „puczu rumowego” i uwięzienia gubernatora, dokonanego przez zbuntowanych oficerów New South Wales Corps.
- 1835 – Królowa Portugalii Maria II poślubiła księcia Leuchtenbergu Karola Augusta de Beauharnais.
- 1837 – Michigan jako 26. stan dołączył do Unii.
- 1838 – W Tennessee została wprowadzona prohibicja.
- 1841 – Wielka Brytania rozpoczęła okupację Hongkongu.
- 1861 – Wojna secesyjna: Luizjana ogłosiła wystąpienie z Unii.
- 1871 – Rzym został oficjalnie stolicą zjednoczonych Włoch.
- 1875 – Amerykanin George Green opatentował elektryczne wiertło dentystyczne.
- 1885 – Mahdyści zdobyli Chartum.
- 1895 – Alexandre Ribot został po raz drugi premierem Francji.
- 1905 – W kopalni pod Pretorią został znaleziony największy i najczystszy diament Cullinan.
- 1911:
  - Amerykanin Glenn Curtiss odbył pierwszy w historii lot na hydroplanie własnej konstrukcji.
  - W Dreźnie odbyła się premiera opery komicznej Kawaler srebrnej róży z muzyką Richarda Straussa i librettem Hugona von Hofmannsthala.
- 1915 – W amerykańskim stanie Kolorado utworzono Park Narodowy Gór Skalistych.
- 1921 – 17 osób zginęło, a 36 zostało rannych w zderzeniu dwóch pociągów pasażerskich w walijskiej wiosce Abermule.
- 1922 – W bazylice św. Piotra odbył się pogrzeb papieża Benedykta XV.
- 1924:
  - Następca tronu Japonii Hirohito ożenił się z księżniczką Nagako.
  - Podczas zjazdu w Berlinie powołano Związek Mniejszości Narodowych w Niemczech.
  - Sad Zaghlul został premierem Egiptu.
- 1930:
  - Działacz emigracyjny gen. Aleksandr Kutiepow został porwany w Paryżu przez grupę OGPU Jakowa Sieriebrianskiego wraz z rezydentami francuskimi i przetransportowany na pokład radzieckiego statku w porcie Hawr.
  - Założono brazylijski klub piłkarski São Paulo FC.
- 1934 – W Berlinie podpisano niemiecko-polską deklarację o nieagresji.
- 1937 – Rząd III Rzeszy wydał Ustawę o Wielkim Hamburgu, na mocy której pruskie miasta Altona, Harburg-Wilhelmsburg i Wandsbek oraz hamburski Bergedorf straciły swoją samodzielność i stały się częścią Hamburga z dniem 1 kwietnia 1937.
- 1939 – Wojna domowa w Hiszpanii: wojska frankistowskie zdobyły Barcelonę.
- 1942 – Pierwsze oddziały amerykańskiej armii przybyły do Europy, lądując w porcie Belfast.
- 1944 – Opublikowano komunikat z prac Komisji Nikołaja Burdenki w sprawie zbrodni katyńskiej, wskazujący na winę Niemców i zawierający zawyżone dane na temat liczby ofiar zbrodni pochowanych w Katyniu.
- 1945 – Dokonano oblotu amerykańskiego myśliwca odrzutowego McDonnell FH-1 Phantom.
- 1947 – W katastrofie samolotu Douglas DC-3 należącego do linii lotniczych KLM na lotnisku w Kopenhadze zginęły 22 osoby, w tym szwedzki książę Gustaw Adolf i amerykańska śpiewaczka operowa Grace Moore.
- 1949:
  - W Obserwatorium Palomar w Kalifornii uruchomiono Teleskop Hale’a o średnicy zwierciadła 508 cm.
  - Założono indonezyjskie narodowe linie lotnicze Garuda Indonesia.
- 1950:
  - Amerykański wojskowy samolot transportowy Douglas C-54 Skymaster z 44 osobami na pokładzie zaginął bez śladu nad terytorium Jukonu w Kanadzie.
  - Indie ogłosiły się republiką. Do tej pory były dominium z brytyjskim monarchą jako głową państwa.
- 1952:
  - Jumdżaagijn Cedenbal został premierem Mongolii.
  - W Kairze miała miejsce masowa demonstracja, w czasie której domagano się odejścia dotychczasowych egipskich elit z powodu ich moralnego upadku i zarzucenia zasad islamu (tzw. „czarna sobota”).
- 1954 – Mosze Szaret został premierem Izraela.
- 1956:
  - Ostatni żołnierze radzieccy opuścili bazę wojskową na półwyspie Porkkala w Finlandii.
  - Rozpoczęły się VII Zimowe Igrzyska Olimpijskie w Cortinie d’Ampezzo we Włoszech.
- 1958 – 167 osób zginęło w katastrofie promu „Nankai Maru” u wybrzeży japońskiej wyspy Awaji.
- 1962 – NASA wystrzeliła sondę księżycową Ranger 3.
- 1963 – Odbyło się referendum w sprawie ogłoszonego przez szacha Iranu Mohammeda Rezę Pahlawiego programu modernizacji kraju (tzw. Białej Rewolucji).
- 1966 – Harold Holt został premierem Australii.
- 1967 – Wojna wietnamska: zakończyła się trwająca od 8 stycznia amerykańska operacja „Cedar Falls“, skierowana przeciw tzw. „żelaznemu trójkątowi”, obszarowi położonemu na północ od Sajgonu, który był bastionem oddziałów Vietcongu.
- 1971 – 7 osób zginęło, a 15 odniosło obrażenia w wyniku powodzi błyskawicznej w Canberze.
- 1972 – 27 osób zginęło w wyniku dokonanego przez chorwackich nacjonalistów zamachu bombowego na jugosłowiański samolot McDonnell Douglas DC-9 nad Czechosłowacją. Katastrofę cudem przeżyła stewardesa Vesna Vulović, która spadła z wysokości ponad 10 km.
- 1974:
  - Bülent Ecevit został po raz pierwszy premierem Turcji.
  - W katastrofie tureckiego samolotu Fokker F28 w Izmirze zginęło 66 osób.
- 1976 – Premiera hiszpańskiego dramatu filmowego Nakarmić kruki w reżyserii Carlosa Saury.
- 1978 – Z kosmodromu na przylądku Canaveral na Florydzie wystrzelono rakietę z amerykańsko-brytyjsko-europejskim satelitą naukowo-badawczym International Ultraviolet Explorer.
- 1979 – Kanadyjczyk Wayne Gretzky podpisał w dzień swych 18. urodzin 20-letni kontrakt osobisty (najdłuższy w historii hokeja na lodzie) z Peterem Pocklingtonem, właścicielem klubu NHL Edmonton Oilers.
- 1980:
  - Izrael i Egipt nawiązały stosunki dyplomatyczne.
  - Na stadionie Maracanã w Rio de Janeiro odbył się koncert Franka Sinatry przed największą w jego karierze widownią (140 tys.)
- 1983 – Został wydany arkusz kalkulacyjny Lotus 1-2-3, opracowany przez Lotus Development Corporation (obecnie część IBM).
- 1986 – W wojskowym zamachu stanu został obalony prezydent Ugandy gen. Tito Okello.
- 1989 – Radziecka interwencja w Afganistanie: zakończyła się sukcesen operacja „Tajfun”, której celem było zapewnienie głównym siłom radzieckiej 40. Armii bezpiecznego przejścia na północ kraju przez tunel Salang i opuszczenie Afganistanu.
- 1990:
  - Obrączkowe zaćmienie Słońca widoczne nad Antarktydą i południowym Atlantykiem.
  - Rada Najwyższa Białoruskiej SRR przyjęła ustawę o językach, na mocy której język białoruski został jedynym językiem państwowym.
- 1991 – Prezydent Somalii Mohammed Siad Barre został obalony w wyniku zamachu stanu.
- 1992 – Po raz pierwszy poborowi złożyli przysięgę wierności Białorusi.
- 1993 – Václav Havel został wybrany przez parlament na urząd prezydenta Czech.
- 1994 – Rada Najwyższa Republiki Białorusi odwołała Stanisława Szuszkiewicza z funkcji swego przewodniczącego i głowy państwa.
- 2000 – Utworzono Związek Rosji i Białorusi.
- 2001:
  - Joseph Kabila został prezydentem Demokratycznej Republiki Konga.
  - Ponad 20 tys. osób zginęło, a 166 tys. odniosło obrażenia w wyniku trzęsienia ziemi w indyjskim stanie Gudźarat i wschodnim Pakistanie.
- 2004 – Prezydent Hamid Karzaj podpisał nową konstytucję Afganistanu.
- 2005:
  - 31 amerykańskich żołnierzy zginęło w katastrofie śmigłowca transportowego Sikorsky CH-53E Super Stallion w prowincji Al-Anbar w Iraku.
  - Condoleezza Rice jako druga kobieta w historii została sekretarzem stanu USA.
  - W katastrofie kolejowej w Glendale w Kalifornii zginęło 11 osób, a około 200 zostało rannych.
- 2007 – Michel Platini został prezydentem Unii Europejskich Związków Piłkarskich (UEFA).
- 2009:
  - Po fali protestów społecznych w Reykjavíku premier Islandii Geir Haarde podał swój rząd do dymisji.
  - Wojna w Somalii: siły Unii Trybunałów Islamskich zdobyły po oblężeniu miasto Baydhabo, będące siedzibą somalijskiego rządu tymczasowego.
- 2010:
  - Jean-Marie Doré został premierem Gwinei.
  - Ubiegający się o reelekcję Mahinda Rajapakse zwyciężył ponownie w wyborach prezydenckich na Sri Lance.
- 2015 – Aleksis Tsipras został premierem Grecji.
- 2017:
  - Alexander Van der Bellen został prezydentem Austrii.
  - Francuski trimaran „IDEC SPORT” zakończył rejs wokółziemski w rekordowym czasie 40 dni, 23 godzin, 30 minut i 30 sekund.
- 2018 – 41 osób zginęło, a 153 odniosły obrażenia w wyniku pożaru szpitala w mieście Miryang w Korei Południowej.
- 2020 – W katastrofie helikoptera w Calabasas w Kalifornii zginęło 9 osób, w tym były koszykarz Kobe Bryant i jego córka.
- 2021 – Kaja Kallas objęła, jako pierwsza kobieta, urząd premiera Estonii.

## Astronomia
- 66 – Kometa Halleya minęła peryhelium.

## Urodzili się
- 1436 – Henry Beaufort, angielski arystokrata, dowódca wojskowy (zm. 1464)
- 1467 – Guillaume Budé, francuski bibliotekarz, pisarz, filozof, hellenista (zm. 1540)
- 1497 – Go-Nara, cesarz Japonii (zm. 1557)
- 1541 – Florent Chrestien, francuski poeta, tłumacz (zm. 1596)
- 1549:
  - Francesco Bassano, włoski malarz (zm. 1592)
  - Jakob Ebert, niemiecki teolog, pisarz, wykładowca akademicki (zm. 1614)
- 1555 – Karol II Grimaldi, senior Monako (zm. 1589)
- 1582 – Giovanni Lanfranco, włoski malarz, rysownik (zm. 1647)
- 1595 – Antonio Maria Abbatini, włoski kompozytor (zm. 1679)
- 1624 – Jerzy Wilhelm, książę Brunszwiku-Lüneburga (zm. 1705)
- 1642 – Evert Collier, holenderski malarz (zm. 1708)
- 1663 – Joao de Almeida Portugal, portugalski arystokrata, polityk, dyplomata (zm. 1733)
- 1670 – Jacob van Schuppen, austriacki malarz pochodzenia holenderskiego (zm. 1751)
- 1695 – Jan Chryzostom Krasiński, polski duchowny katolicki, biskup pomocniczy chełmski (zm. 1757)
- 1698 – Jan Małachowski, polski hrabia, polityk, kanclerz wielki koronny (zm. 1762)
- 1708 – (data chrztu) William Hayes, brytyjski kompozytor, organista, dyrygent (zm. 1777)
- 1714 – Jean-Baptiste Pigalle, francuski rzeźbiarz (zm. 1785)
- 1716 – George Germain, brytyjski arystokrata, polityk (zm. 1785)
- 1739 – Charles François Dumouriez, francuski generał (zm. 1823)
- 1744:
  - Jan Chryzostom Kaczkowski, polski duchowny katolicki, biskup pomocniczy łucki (zm. 1816)
  - John Montagu, brytyjski arystokrata, oficer, polityk (zm. 1814)
- 1763 – Karol XIV Jan, król Szwecji i Norwegii (zm. 1844)
- 1777 – Julia Teresa Wandalin-Mniszech, polska szlachcianka, działaczka niepodległościowa (zm. 1845)
- 1781 – Ludwig Achim von Arnim, niemiecki pisarz (zm. 1831)
- 1784 – Paweł Straszyński, polski duchowny katolicki, biskup sejneński (zm. 1847)
- 1786 – Piotr Łubieński, polski generał, polityk (zm. 1867)
- 1789:
  - Józef Damse, polski kompozytor, dyrygent, aktor (zm. 1852)
  - Karol Kotschy, polski teolog protestancki, przyrodnik pochodzenia niemieckiego (zm. 1856)
- 1790:
  - Claude François Lallemand, francuski lekarz (zm. 1854)
  - Aleksandr Lüders, rosyjski hrabia, generał, namiestnik Królestwa Polskiego (zm. 1874)
- 1797 – Matija Čop, słoweński pisarz, krytyk i historyk literatury, językoznawca (zm. 1835)
- 1800 – Johann Gerhard Oncken, niemiecki duchowny baptystyczny (zm. 1884)
- 1802:
  - Casimir Lefaucheux, francuski rusznikarz (zm. 1852)
  - Wincencja Maria Poloni, włoska zakonnica, błogosławiona (zm. 1855)
- 1804:
  - Gustaw Adolf Sennewald, polski księgarz, wydawca pochodzenia niemieckiego (zm. 1860)
  - Eugène Sue, francuski pisarz (zm. 1857)
- 1805 – Johann Still, spiskoniemiecki przewodnik tatrzański, nauczyciel, rolnik, pszczelarz, muzykant (zm. 1890)
- 1809 – Jan Krzeptowski, polski góral, muzykant, pieśniarz, gawędziarz (zm. 1894)
- 1810:
  - Antin Dobrianśkyj, ukraiński duchowny greckokatolicki, polityk (zm. 1877)
  - Robert Scott, brytyjski filolog, leksykograf (zm. 1887)
- 1813 − Juan Pablo Duarte, dominikański generał, polityk, prozaik, poeta, filozof, bohater narodowy (zm. 1876)
- 1817:
  - Jean-Baptiste André Godin, francuski przemysłowiec, pisarz (zm. 1888)
  - Karol Moszczański, polski chirurg, balneolog, polityk (zm. 1869)
- 1818 – Amédée de Noé, francuski karykaturzysta, litograf (zm. 1879)
- 1826:
  - Louis Favre, szwajcarski inżynier (zm. 1879)
  - Julia Grant, amerykańska pierwsza dama (zm. 1902)
  - Ignác Péczely, węgierski homeopata, irydolog (zm. 1911)
- 1831:
  - Anton de Bary, niemiecki botanik, mikolog, fitopatolog (zm. 1888)
  - Mary Mapes Dodge, amerykańska pisarka, poetka (zm. 1905)
- 1841:
  - František Saleský Bauer, czeski duchowny katolicki, biskup brneński, arcybiskup ołomuniecki, kardynał (zm. 1915)
  - Ernst Mandel, niemiecki duchowny katolicki, wielki dziekan kłodzki i wikariusz arcybiskupi dla wiernych hrabstwa kłodzkiego (zm. 1901)
- 1842 – Edward Goldberg, polski architekt (zm. 1928)
- 1845 – August Karl von Dönhoff-Friedrichstein, pruski arystokrata, polityk (zm. 1920)
- 1847 – John Bates Clark, amerykański ekonomista (zm. 1938)
- 1848:
  - Justo Sierra, meksykański historyk, adwokat, eseista, poeta, polityk, dyplomata (zm. 1912)
  - Bernard Stern, polski przemysłowiec, samorządowiec, polityk pochodzenia żydowskiego, burmistrz Buczacza i poseł na Sejm Ustawodawczy (zm. 1920)
- 1849 – Walenty Śmigielski, polski duchowny katolicki, działacz niepodległościowy (zm. 1906)
- 1851 – Arkadiusz (Karpinski), rosyjski biskup prawosławny (zm. 1913)
- 1852:
  - Isaac Ambrose Barber, amerykański polityk (zm. 1909)
  - Jan Paczkowski, polski przemysłowiec, działacz gospodarczy i społeczny (zm. 1928)
  - Pierre Savorgnan de Brazza, francusko-włoski badacz i odkrywca Afryki Centralnej (zm. 1905)
- 1853 – Anto Gvozdenović, czarnogórski generał, dyplomata, polityk, premier Czarnogóry na uchodźstwie, współregent (zm. 1935)
- 1854 – George Francis Atkinson, amerykański botanik, mykolog, wykładowca akademicki (zm. 1918)
- 1855:
  - Anna Pawłyk, ukraińska pisarka, działaczka ruchu kobiecego (zm. 1928)
  - Thomas McKinnon Wood, brytyjski polityk (zm. 1927)
- 1856:
  - George Konig, amerykański polityk (zm. 1913)
  - Anatolij Kononow, rosyjski kontradmirał (zm. 1944)
  - Eugenio Tanzi, włoski psychiatra, wykładowca akademicki (zm. 1934)
  - Albert Warburton, angielski piłkarz (zm. 1925)
- 1857 – Trinlej Gjaco, XII dalajlama (zm. 1875)
- 1860 – Harry M. Daugherty, amerykański polityk (zm. 1941)
- 1861:
  - Louis Anquetin, francuski malarz, grafik, projektant tkanin, publicysta (zm. 1932)
  - Frank Orren Lowden, amerykański polityk (zm. 1943)
- 1862 – Anna Simon, niemiecka polityk (zm. 1926)
- 1863:
  - Jakub Ksawery Potocki, polski hrabia, ziemianin, filantrop (zm. 1934)
  - Charles Wade, australijski rugbysta, polityk (zm. 1922)
- 1865:
  - Sabino Arana, baskijski działacz niepodległościowy (zm. 1903)
  - Maurus Carnot, szwajcarski poeta, dramaturg, prozaik (zm. 1935)
  - Philip Richardson, brytyjski strzelec sportowy, polityk (zm. 1953)
- 1867 – Wojciech Szukiewicz, polski publicysta, tłumacz, działacz społeczny i emigracyjny (zm. 1944)
- 1868:
  - Józef Kawczyński, polski tkacz, działacz komunistyczny (zm. 1955)
  - Theodore Sherman Palmer, amerykański zoolog (zm. 1955)
- 1869 – Piotr Dunajski, polski duchowny katolicki, polityk, poseł na Sejm Ustawodawczy (zm. 1938)
- 1870 – Constant Huret, francuski kolarz torowy i szosowy (zm. 1951)
- 1872:
  - Arthur Blake, amerykański lekkoatleta, średniodystansowiec (zm. 1944)
  - Antoni Feliks Mikulski, polski psychiatra, wykładowca akademicki (zm. 1925)
- 1873 – Kazimierz Grochowski, polski geolog, etnograf, archeolog (zm. 1937)
- 1874 – Józef Brudziński, polski neurolog, pediatra, działacz społeczny i polityczny (zm. 1917)
- 1875 – Albert Curtis, australijski tenisista (zm. 1933)
- 1876 – Jan Sosnowski, polski fizjolog, zoolog, wykładowca akademicki (zm. 1938)
- 1877 – Kees van Dongen, francuski malarz, ilustrator pochodzenia holenderskiego (zm. 1968)
- 1878 – Charles Magnusson, szwedzki producent i scenarzysta filmowy (zm. 1948)
- 1879:
  - Birger Braadland, norweski wojskowy, leśnik, polityk, p.o. premiera Norwegii (zm. 1966)
  - Charles Sydney Smith, brytyjski piłkarz wodny (zm. 1951)
- 1880 – Douglas MacArthur, amerykański generał (zm. 1964)
- 1881 – Walter Krueger, amerykański generał pochodzenia niemieckiego (zm. 1967)
- 1882:
  - André Rischmann, francuski rugbysta (zm. 1955)
  - Franciszek Stryjas, polski katecheta, męczennik, błogosławiony (zm. 1944)
- 1884 – Edward Sapir, amerykański językoznawca, antropolog, krytyk literacki i muzyczny, poeta, kompozytor (zm. 1939)
- 1885:
  - François-Xavier Lacoursière, kanadyjski duchowny katolicki, biskup Mbarary w Ugandzie (zm. 1970)
  - Per Thorén, szwedzki łyżwiarz figurowy (zm. 1962)
- 1887:
  - Zygmunt Dadlez, polski chirurg, pulmonolog (zm. 1962)
  - François Faber, luksemburski kolarz szosowy (zm. 1915)
- 1890 – Witold Hulanicki, polski dyplomata, działacz sportowy (zm. 1948)
- 1891:
  - Frank Costello, amerykański gangster pochodzenia włoskiego (zm. 1973)
  - Ilja Erenburg, rosyjski prozaik, poeta, publicysta pochodzenia żydowskiego (zm. 1967)
  - August Froehlich, niemiecki duchowny katolicki, przeciwnik i ofiara nazizmu (zm. 1942)
  - Charles Journet, szwajcarski kardynał, teolog (zm. 1975)
  - Wilder Penfield, amerykańsko-kanadyjski neurochirurg (zm. 1976)
- 1892 – Bessie Coleman, amerykańska pilotka, działaczka społeczna (zm. 1926)
- 1894 – Włodzimierz Skoraszewski, polski inżynier (zm. 1959)
- 1895:
  - Elna Gistedt, szwedzka aktorka (zm. 1982)
  - Jan Starzewski, polski dyplomata, polityk i działacz emigracyjny (zm. 1973)
- 1896:
  - Alois De Graeve, belgijski kolarz torowy (zm. 1970)
  - Oliver Gordon, brytyjski komandor (zm. 1973)
  - Josef Kiss, austro-węgierski pilot wojskowy, as myśliwski (zm. 1918)
  - Maria Ossowska, polska etyk, socjolog, psycholog moralności, wykładowczyni akademicka (zm. 1974)
- 1897:
  - Jakow Ałksnis, radziecki komandarm, polityk (zm. 1938)
  - Erwin Blumenfeld, amerykański fotografik pochodzenia niemieckiego (zm. 1969)
  - Władysław Grela, polski żołnierz Legionów Polskich, porucznik piechoty rezerwy, aspirant Policji Państwowej (zm. 1940)
  - Iwan Kulik, radziecki polityk, poeta, prozaik (zm. 1937)
- 1898 – Katarzyna Kobro, polska rzeźbiarka pochodzenia niemieckiego-rosyjskiego (zm. 1951)
- 1899:
  - Mieczysław Brahmer, polski romanista (zm. 1984)
  - Edwin Russell Durno, amerykański polityk (zm. 1976)
- 1900 – Andy Auld, amerykański piłkarz pochodzenia szkockiego (zm. 1977)
- 1901:
  - Witalij Polenow, radziecki generał porucznik (zm. 1968)
  - Henrique da Silveira, portugalski szpadzista (zm. 1973)
- 1902:
  - Menno ter Braak, holenderski pisarz, eseista, krytyk literacki, propagator sztuki filmowej (zm. 1940)
  - Roman Kuntze, polski zoolog (zm. 1944)
- 1903 – Han Lih-wu, tajwański polityk, dyplomata (zm. 1961)
- 1904:
  - Bohdan Guerquin, polski architekt, historyk architektury (zm. 1979)
  - Seán MacBride, irlandzki polityk, laureat Pokojowej Nagrody Nobla (zm. 1988)
  - Casimiro Morcillo González, hiszpański duchowny katolicki, arcybiskup Saragossy i Madrytu (zm. 1971)
- 1905:
  - Maria Pilar Jordá Botella, hiszpańska działaczka Akcji Katolickiej, męczennica, błogosławiona (zm. 1936)
  - Maria Augusta von Trapp, austriacka arystokratka, zakonnica (zm. 1987)
  - Inge Wersin-Lantschner, austriacka narciarka alpejska (zm. 1997)
- 1906:
  - Ján Golian, słowacki generał brygady (zm. 1945)
  - Leo Halle, holenderski piłkarz (zm. 1992)
  - Marian Łańko, polski piłkarz, trener (zm. 1971)
- 1907 – Hans Selye, kanadyjski endokrynolog, fizjopatolog, wykładowca akademicki pochodzenia węgiersko-austriackiego (zm. 1982)
- 1908:
  - Percy Beard, amerykański lekkoatleta, płotkarz (zm. 1990)
  - Gunnar Berggren, szwedzki bokser (zm. 1983)
  - Stéphane Grappelli, francuski muzyk i kompozytor jazzowy (zm. 1997)
  - Harry Isaacs, południowoafrykański bokser (zm. 1961)
  - Gideon Ståhlberg, szwedzki szachista (zm. 1967)
- 1909:
  - Sverre Brodahl, norweski biegacz narciarski, kombinator norweski (zm. 1998)
  - René Etiemble, francuski pisarz, historyk literatury (zm. 2002)
- 1910:
  - Jean Image, francuski reżyser filmów animowanych pochodzenia węgierskiego (zm. 1989)
  - Elmar Klos, czeski reżyser i scenarzysta filmowy (zm. 1993)
  - Tamás Major, węgierski reżyser teatralny, aktor (zm. 1986)
  - Karol Pniak, polski major pilot, as myśliwski (zm. 1980)
  - Józef Skrobiński, polski malarz, reżyser filmowy (zm. 1979)
- 1911:
  - Max Gluckman, brytyjski antropolog społeczny pochodzenia żydowskiego (zm. 1975)
  - Polykarp Kusch, amerykański fizyk, laureat Nagrody Nobla pochodzenia niemieckiego (zm. 1993)
  - Myrosław Onyszkewycz, ukraiński pułkownik UPA (zm. 1950)
  - Norbert Schultze, niemiecki kompozytor (zm. 2002)
- 1912 – Herbert M. Sobel, amerykański podpułkownik pochodzenia żydowskiego (zm. 1987)
- 1913:
  - Hanna Muszyńska-Hoffmannowa, polska pisarka, eseistka (zm. 1995)
  - Edyta Popowicz, polska łyżwiarka figurowa (zm. 1993)
  - Richard Vogt, niemiecki bokser (zm. 1988)
- 1915
  - Konrad Łapin, polski prozaik, poeta, radiowiec (zm. 2009)
  - Władysław Fiałek, polski malarz (zm. 2006)
- 1916 – Aleksander Kierek, polski ekonomista (zm. 1976)
- 1917:
  - Emanuel Wilczok, polski historyk przemysłu górnośląskiego (zm. 1992)
  - Louis Zamperini, amerykański lekkoatleta, średnio- i długodystansowiec, działacz resocjalizacyjny (zm. 2014)
- 1918:
  - Nicolae Ceaușescu, rumuński polityk komunistyczny, prezydent Rumunii (zm. 1989)
  - Janusz Ciborowski, polski chemik, wykładowca akademicki (zm. 1986)
  - Philip José Farmer, amerykański pisarz science fiction i fantasy (zm. 2009)
  - Edmund Roman Orlik, polski plutonowy podchorąży rezerwy broni pancernych, architekt (zm. 1982)
  - Albert Sercu, belgijski kolarz szosowy i torowy (zm. 1978)
- 1919:
  - Hyun Soong-jong, południowokoreański prawnik, wykładowca akademicki, polityk, premier Korei Południowej (zm. 2020)
  - Valentino Mazzola, włoski piłkarz (zm. 1949)
  - Stefan Musiałowski, polski pianista, kompozytor (zm. 1981)
  - Bill Nicholson, angielski piłkarz, trener (zm. 2004)
- 1920 – Heinz Keßler, niemiecki generał, polityk (zm. 2017)
- 1921:
  - Ella Koblo Gulama, sierraleońska polityczka (zm. 2006)

- - Akio Morita, japoński przemysłowiec (zm. 1999)
  - Jurij Ozierow, rosyjski reżyser i scenarzysta filmowy (zm. 2001)
- 1922:
  - Gil Merrick, angielski piłkarz, bramkarz, trener (zm. 2010)
  - Aleksander Łempicki, polsko-amerykański fizyk, wykładowca akademicki (zm. 2007)
- 1923:
  - Anne Jeffreys, amerykańska aktorka, piosenkarka (zm. 2017)
  - Jaroslav Ježek, czeski projektant (zm. 2002)
- 1924:
  - Alice Babs, szwedzka wokalistka jazzowa, aktorka (zm. 2014)
  - Fedir Daszkow, ukraiński piłkarz, trener (zm. 1987)
  - Armand Gatti, francuski dramaturg, poeta, dziennikarz, scenarzysta i reżyser filmowy pochodzenia włoskiego (zm. 2017)
  - Irena Rutkowska, polska ekonomistka, wykładowczyni akademicka (zm. 2012)
  - Stanisław Szymecki, polski duchowny katolicki, biskup kielecki, arcybiskup metropolita białostocki (zm. 2023)
  - Georg Thrane, norweski skoczek narciarski, lekkoatleta, oszczepnik (zm. 1997)
  - Jan Marian Włodek, polski hydrobiolog, ichtiolog, wykładowca akademicki (zm. 2012)
- 1925:
  - Fiodor Kulikow, radziecki polityk (zm. 2015)
  - Joan Leslie, amerykańska aktorka (zm. 2015)
  - Paul Newman, amerykański aktor, reżyser i producent filmowy (zm. 2008)
  - Claude Ryan, kanadyjski dziennikarz, polityk (zm. 2004)
- 1926:
  - Szoszanna Arbeli-Almozlino, izraelska nauczycielka, polityk (zm. 2015)
  - Tadeusz Lesław Chruściel, polski farmakolog, wykładowca akademicki (zm. 2010)
- 1927:
  - José Azcona del Hoyo, honduraski inżynier, przedsiębiorca, polityk, prezydent Hondurasu (zm. 2005)
  - Holger Hansson, szwedzki piłkarz, trener (zm. 2014)
  - Melchizedek (Lebiediew), rosyjski biskup prawosławny (zm. 2016)
  - Victor Mees, belgijski piłkarz (zm. 2012)
  - Tadeusz Natanson, polski kompozytor, pedagog (zm. 1990)
- 1928:
  - Abd al-Latif al-Filali, marokański polityk, premier Maroka (zm. 2009)
  - Stanisław Koba, polski lekarz, polityk, poseł na Sejm PRL (zm. 2021)
  - Elżbieta Krysińska, polska lekkoatletka, kulomiotka, wioślarka (zm. 2018)
  - Alfons Skowronek, polski duchowny katolicki, ekumenista, teolog (zm. 2020)
  - Roger Vadim, francuski aktor, reżyser i scenarzysta filmowy (zm. 2000)
- 1929:
  - Wiktoria Czechowska-Antoniewska, polska rzeźbiarka, medalierka
  - Ada Fighiera-Sikorska, polska dziennikarka, redaktorka (zm. 1996)
  - Waldemar Podgórski, polski reżyser i scenarzysta filmowy (zm. 2013)
  - Tadeusz Roman, polski operator filmowy, uczestnik powstania warszawskiego (zm. 2020)
- 1930:
  - Lionel Cox, australijski kolarz torowy (zm. 2010)
  - Kazimierz Grotowski, polski fizyk, wykładowca akademicki (zm. 2017)
  - Thomas Gumbleton, amerykański duchowny katolicki, biskup pomocniczy Detroit (zm. 2024)
  - Assar Lindbeck, szwedzki ekonomista, wykładowca akademicki (zm. 2020)
  - Buddy Melges, amerykański żeglarz sportowy (zm. 2023)
- 1931:
  - Kazimierz Albin Dobrowolski, polski biolog, wykładowca akademicki (zm. 2002)
  - Gösta Eriksson, szwedzki wioślarz (zm. 2024)
  - Wiktor Haglauer, polski koszykarz, trener (zm. 2025)
  - Stanisław Królak, polski kolarz szosowy, trener (zm. 2009)
  - Lech Leciejewicz, polski archeolog, mediewista, wykładowca akademicki (zm. 2011)
  - Lothar Meister, niemiecki kolarz torowy i szosowy (zm. 2021)
  - Bernard Panafieu, francuski duchowny katolicki, arcybiskup Marsylii, kardynał (zm. 2017)
- 1932:
  - Gilbert Dagron, francuski historyk, bizantynolog (zm. 2015)
  - Clement Dodd, jamajski producent muzyki reggae (zm. 2004)
  - Zygfryd Perlicki, polski żeglarz regatowy (zm. 2017)
  - Leonard Tietianiec, polski siatkarz, trener (zm. 1987)
- 1933:
  - Ercole Baldini, włoski kolarz szosowy i torowy (zm. 2022)
  - Javier Lozano Barragán, meksykański duchowny katolicki, biskup Zacatecas, kardynał (zm. 2022)
  - Bengt Berndtsson, szwedzki piłkarz (zm. 2015)
  - Helena Kurmanowicz, polska architekt (zm. 2018)
  - Andrzej Paluchowski, polski polonista, historyk literatury, bibliofil (zm. 2017)
  - Eldar Szengiełaja, gruziński reżyser i scenarzysta filmowy (zm. 2025)
  - Janina Zającówna, polska pisarka, scenarzystka filmowa
  - Hans Björkegren, szwedzki poeta, pisarz i tłumacz (zm. 2017)
- 1934:
  - Jerzy (Griaznow), rosyjski biskup prawosławny (zm. 2011)
  - Oldo Hlaváček, słowacki aktor (zm. 2025)
  - Todor Kawałdżiew, bułgarski więzień polityczny, polityk, wiceprezydent (zm. 2019)
  - Gieorgij Mondzolewski, rosyjski siatkarz (zm. 2024)
  - John Salisbury, brytyjski lekkoatleta, sprinter
  - Andrzej Tomaszewski, polski architekt, urbanista, historyk architektury, mediewista, specjalista w dziedzinie ochrony zabytków (zm. 2010)
- 1935:
  - Friðrik Ólafsson, islandzki prawnik, polityk, szachista, działacz sportowy, prezydent FIDE (zm. 2025)
  - Zbigniew Penherski, polski kompozytor (zm. 2019)
  - Paula Rego, portugalska malarka, ilustratorka (zm. 2022)
  - Ivan van Sertima, amerykański afrykanista pochodzenia gujańskiego (zm. 2009)
- 1936:
  - Jan Tadeusz Stanisławski, polski satyryk, aktor, autor tekstów piosenek (zm. 2007)
  - Romuald Waga, polski admirał (zm. 2008)
- 1937:
  - Álvaro Gaxiola, meksykański skoczek do wody (zm. 2003)
  - Joseph Pathalil, indyjski duchowny katolicki, biskup Udaipuru (zm. 2022)
  - Joseph Saidu Momoh, sierraleoński polityk, prezydent Sierra Leone (zm. 2003)
- 1938:
  - Franciszek Misiąg, polski ekonomista (zm. 2019)
  - Edward Sosna, polski aktor
- 1939:
  - Didier Anger, francuski nauczyciel, działacz ruchu antynuklearnego, samorządowiec, polityk, eurodeputowany
  - Antonio Mota, meksykański piłkarz, bramkarz (zm. 1986)
- 1940:
  - Giovanni Dettori, włoski duchowny katolicki, biskup Ales-Terralba
  - Séamus Hegarty, irlandzki duchowny katolicki, biskup Derry (zm. 2019)
  - Jolanta Krogulska, polska brydżystka
  - Eugeniusz Kus, polski dyrygent, pedagog
  - Claude Schockert, francuski duchowny katolicki, biskup Belfort-Montbéliard
- 1941:
  - Arturo Di Modica, włoski rzeźbiarz (zm. 2021)
  - Scott Glenn, amerykański aktor, producent filmowy
  - Zdzisław Pilecki, polski dziennikarz, polityk, poseł na Sejm PRL
  - Alfred Rogers, kanadyjski judoka
- 1942:
  - Rafael Arias-Salgado, hiszpański prawnik, przedsiębiorca, polityk
  - Władysław Klępka, polski poeta, tłumacz
- 1943:
  - Soad Hosny, egipska aktorka, piosenkarka (zm. 2001)
  - Wolfgang Müller, niemiecki lekkoatleta, sprinter
  - Bernard Tapie, francuski przedsiębiorca, producent telewizyjny, polityk, minister ds. miast, działacz sportowy (zm. 2021)
- 1944:
  - Angela Davis, amerykańska feministka
  - Jadwiga Lipońska-Sajdak, polska historyk sztuki, muzealnik
  - Antoni Janusz Pastwa, polski rzeźbiarz, pedagog
  - Merrilee Rush, amerykańska piosenkarka
- 1945:
  - Jacqueline du Pré, brytyjska wiolonczelistka (zm. 1987)
  - David Purley, brytyjski kierowca wyścigowy (zm. 1985)
  - Jeremy Rifkin, amerykański ekonomista, politolog, publicysta
- 1946:
  - Michel Delpech, francuski piosenkarz (zm. 2016)
  - Christopher Hampton, brytyjski dramaturg, scenarzysta i reżyser filmowy
  - Gene Siskel, amerykański krytyk filmowy (zm. 1999)
- 1947:
  - Mark Dayton, amerykański polityk, senator
  - Patrick Dewaere, francuski aktor (zm. 1982)
  - Jurij Diaczuk-Stawycki, ukraiński piłkarz, trener (zm. 2020)
  - Michel Sardou, francuski piosenkarz
  - Witold Starecki, polski reżyser filmowy, twórca filmów dokumentalnych (zm. 2011)
- 1948:
  - Sven-Åke Lundbäck, szwedzki biegacz narciarski
  - Rostysław Potoczniak, ukraiński piłkarz, trener (zm. 2022)
- 1949:
  - Jonathan Carroll, amerykański pisarz
  - Wiesław Krajka, polski literaturoznawca
  - David Strathairn, amerykański aktor
- 1950:
  - Jörg Haider, austriacki polityk, gubernator Karyntii (zm. 2008)
  - Ivan Hlinka, czeski hokeista, trener (zm. 2004)
  - Jiří Lábus, czeski aktor
  - Andrzej Maryniarczyk, polski duchowny katolicki, salezjanin, metafizyk, filozof (zm. 2020)
- 1951:
  - Jolanta Hibner, polska inżynier, polityk, poseł na Sejm RP, eurodeputowana
  - Jarmila Kratochvílová, czeska lekkoatletka, biegaczka średniodystansowa
  - Mieczysław Nowicki, polski kolarz szosowy i torowy
  - Michiko Shiokawa, japońska siatkarka
  - Albio Sires, amerykański polityk
- 1952:
  - Marta Berowska, polska poetka
  - Eugeniusz Dębski, polski pisarz fantastyki naukowej
  - Anatolij Fiediukin, rosyjski piłkarz ręczny (zm. 2020)
  - Tom Henderson, amerykański koszykarz
  - Carlos Olivier, wenezuelski aktor (zm. 2007)
  - Jim Platt, północnoirlandzki piłkarz, bramkarz
- 1953:
  - Alik L. Alik, mikronezyjski dyplomata, polityk
  - Juryj Małumau, białoruski polityk, dyplomata
  - Reinhard Bütikofer, niemiecki polityk, eurodeputowany
  - Aloke Dasgupta, indyjski sitarzysta
  - Georges Varkey Puthiyakulangara, indyjski duchowny katolicki, biskup Port-Bergé na Madagaskarze
  - Anders Fogh Rasmussen, duński polityk, premier Danii
  - Lucinda Williams, amerykańska piosenkarka, kompozytorka
- 1954:
  - Wiktorija Kowalczuk, ukraińska malarka, pisarka, ilustratorka (zm. 2021)
  - Sebastián Ligarde, meksykańsko-amerykański aktor
  - William Nolan, brytyjski duchowny katolicki, biskup Galloway
  - Uładzimir Żbanau, białoruski rzeźbiarz (zm. 2012)
  - Wiktor Żłuktow, rosyjski hokeista
- 1955:
  - John Yaw Afoakwa, ghański duchowny katolicki, biskup Obuasi
  - Roberto Citran, włoski aktor
  - Lucía Méndez, meksykańska aktorka, piosenkarka
  - Eddie Van Halen, amerykański muzyk rockowy, założyciel i członek zespołu Van Halen pochodzenia holenderskiego (zm. 2020)
  - Jan Walencik, polski fotograf, filmowiec, dokumentalista przyrody
- 1956:
  - Andrzej Jan Brzeziński, polski samorządowiec, burmistrz Janikowa
  - Antanas Nesteckis, litewski polityk
  - János Süli, węgierski inżynier, menedżer, samorządowiec, polityk
  - Guido Tabellini, włoski ekonomista, wykładowca akademicki
- 1957:
  - Irena Piela, polska biegaczka narciarska (zm. 1981)
  - Tadeusz Reschke, polski koszykarz
  - Gary Stempel, panamski trener piłkarski pochodzenia angielskiego
- 1958:
  - Anita Baker, amerykańska piosenkarka
  - Edgardo Bauza, argentyński piłkarz, trener
  - Jelizawieta Czernyszowa, rosyjska lekkoatletka, sprinterka
  - Ellen DeGeneres, amerykańska aktorka, scenarzystka i producentka telewizyjna, gospodyni talk-show
  - Gian Piero Gasperini, włoski piłkarz, trener
  - Robert McClelland, australijski prawnik, polityk, prokurator generalny
  - Elluz Peraza, wenezuelska aktorka
  - Zbigniew Sołtysik, polski piłkarz, trener
  - Zdzisław Szubski, polski kajakarz, trener
  - Wu Xiaoxuan, chińska strzelczyni sportowa
- 1959:
  - Mircea Fulger, rumuński bokser
  - Krzysztof Jastrząb, polski operator dźwięku
  - Bob Lazar, amerykański konstruktor samochodów z napędem odrzutowym i organizator ich nielegalnych wyścigów, postać popkultury
  - Wanda Panfil-González, polska lekkoatletka, maratonka
  - Salvador Sánchez, meksykański bokser (zm. 1982)
  - Erwin Vandenbergh, belgijski piłkarz, trener
- 1960:
  - Ulf Bengtsson, szwedzki tenisista stołowy (zm. 2019)
  - Jeanette Bolden, amerykańska lekkoatletka, sprinterka
  - Emidio Cipollone, włoski duchowny katolicki, arcybiskup Lanciano-Ortona
  - María Rivas, wenezuelska piosenkarka (zm. 2019)
  - Jolanta Szatko-Nowak, polska tenisistka stołowa
  - Valentina Xhezo, albańska aktorka
- 1961:
  - Gabriel Dušík, słowacki muzyk, kompozytor, wokalista, autor tekstów, członek zespołu Gravis
  - Wayne Gretzky, kanadyjski hokeista
  - Tom Keifer, amerykański gitarzysta, wokalista, członek zespołu Cinderella
  - Neil Taylor, brytyjski gitarzysta, wokalista, kompozytor
  - Teodozjusz (Wasniew), rosyjski biskup prawosławny
  - Paweł Zarzeczny, polski dziennikarz sportowy (zm. 2017)
- 1962:
  - Marco Barrero, boliwijski piłkarz, bramkarz
  - Aleksandr Bielakow, rosyjski saneczkarz
  - Lynda Cornet, holenderska wioślarka
  - Petr Gawlas, czeski samorządowiec, polityk
  - Małgorzata Marcinkiewicz, polska polityk, poseł na Sejm RP
  - Raúl Quiroga, argentyński siatkarz, trener
  - Oscar Ruggeri, argentyński piłkarz, trener
  - Magdalena Jadwiga Rutkiewicz-Luterek, polska kostiumograf
- 1963:
  - José Mourinho, portugalski trener piłkarski
  - Danuta Niedzielska, polska lekkoatletka, sprinterka
  - Andrew Ridgeley, brytyjski muzyk
- 1964:
  - Paul Johansson, amerykański aktor
  - Manolo Jiménez, hiszpański piłkarz, trener
  - Natalia Málaga, peruwiańska siatkarka
  - Wendy Melvoin, amerykańska gitarzystka, członkini zespołów: Revolution, Wendy and Lisa i Girl Bros
  - Jarosław Zawadka, polski koszykarz, trener
- 1965:
  - Alaksandr Haurylonak, białoruski hokeista, bramkarz, trener
  - Dariusz Kordek, polski aktor, piosenkarz
  - Catherine Martin, australijska kostiumografka, scenografka i producentka filmowa
  - Kevin McCarthy, amerykański polityk, kongresman
  - Mihály Varga, węgierski ekonomista, polityk
- 1966:
  - Bruce Billson, australijski polityk
  - Carlos Alfredo Cabezas Mendoza, wenezuelski duchowny katolicki, biskup Punto Fijo
  - Anita Nair, indyjska pisarka
  - Leszek Sagan, polski neurochirurg, neurotraumatolog, wykładowca akademicki
  - Stachursky, polski piosenkarz
- 1967:
  - Bryan Callen, amerykański aktor, komik
  - Toshiyuki Morikawa, japoński aktor głosowy
  - Col Needham, brytyjski przedsiębiorca
  - Jacek Rządkowski, polski organista, kompozytor, teolog, taternik, społecznik (zm. 2021)
- 1968:
  - Eero Aho, fiński aktor
  - Krzysztof Ciebiada, polski przedsiębiorca, polityk, poseł na Sejm RP
  - George Cosac, rumuński aktor
  - Adrian Galbas, polski duchowny katolicki, arcybiskup katowicki, arcybiskup warszawski
  - Jan Jansson, szwedzki piłkarz
- 1969:
  - Bulayima Mukuayanzo, kongijski piłkarz, bramkarz
  - George Tillman Jr., amerykański reżyser, scenarzysta i producent filmowy
- 1970:
  - Bjarni Benediktsson, islandzki polityk
  - Mychajło Dobkin, ukraiński samorządowiec, polityk
  - Leszek Dzięgielewski, polski muzyk, kompozytor, wokalista, autor tekstów, członek zespołów: Behemoth, Hell-Born i Damnation
  - Kirk Franklin, amerykański piosenkarz
  - Tracy Middendorf, amerykańska aktorka
  - Alessandra Sensini, włoska żeglarka sportowa
  - Beata Zielińska, polska łyżwiarka figurowa
- 1971:
  - Hubert Aiwanger, niemiecki rolnik, samorządowiec, polityk
  - Ivan Cerioli, włoski kolarz torowy i szosowy
  - Vitali Culibaba, mołdawski piłkarz
  - Jean-Marc Degraeve, francuski szachista
  - Regina Doherty, irlandzka bizneswoman, polityk
  - Dorian Gregory, amerykański aktor
  - Màxim Huerta, hiszpański dziennikarz, pisarz, polityk
  - Andrzej Jaskot, polski piłkarz, trener
  - Rick Kavanian, niemiecki aktor, komik, scenarzysta pochodzenia ormiańskiego
  - Aygün Kazımova, azerska piosenkarka
  - Hideki Nagai, japoński piłkarz
  - Lee Naylor, australijska lekkoatletka, sprinterka
  - Władimir Petkow, bułgarski szachista
  - Ricardo Rojas, paragwajski piłkarz
- 1972:
  - Jewhen Busłowycz, ukraiński zapaśnik (zm. 2007)
  - Artur Kupiec, polski piłkarz, trener (zm. 2021)
  - Serhij Melnyczuk, ukraiński wojskowy, polityk
  - Agnieszka Pasternak, polska polityk, poseł na Sejm RP, eurodeputowana
  - Werner Rathmayr, austriacki skoczek narciarski
- 1973:
  - Melvil Poupaud, francuski aktor, reżyser, scenarzysta i producent filmowy
  - Brendan Rodgers, północnoirlandzki piłkarz, trener
  - Rafał Ulatowski, polski piłkarz, trener
- 1974:
  - Bernard Bocian, polski kolarz szosowy
  - César Cruchaga, hiszpański piłkarz
  - Radka Popowa, bułgarska biathlonistka
- 1975:
  - Cyia Batten, amerykańska aktorka, piosenkarka
  - Anabela Đogani, bośniacka piosenkarka
  - Ali Jaafari, marokański piłkarz
  - Łukasz Migdalski, polski klawiszowiec, kompozytor, członek zespołów: Aion, Lebenssteuer, Sacriversum, Artrosis i Electric Chair
  - Muxtor Qurbonov, uzbecki piłkarz, trener
  - Alberto Rossel, peruwiański bokser
  - Tomasz Suski, polski koszykarz
- 1976:
  - Willie Adler, amerykański gitarzysta, kompozytor, członek zespołu Lamb of God
  - Michał Bogdanowicz, polski śpiewak operowy (baryton)
  - Hitomi, japońska piosenkarka, autorka tekstów, modelka
  - Gilles Marini, francuski aktor, model
  - Paweł Sikora, polski trener piłkarski
- 1977:
  - Vince Carter, amerykański koszykarz
  - Justin Gimelstob, amerykański tenisista
  - Piotr Haczek, polski lekkoatleta, sprinter
  - Jérôme Jeannet, francuski szpadzista
  - Paweł Sarna, polski poeta, krytyk literacki
  - Angela Willis, kostarykańska siatkarka
- 1978:
  - Nastja Čeh, słoweński piłkarz
  - Wahan Dżuharian, ormiański zapaśnik
  - Jasmin Handanovič, słoweński piłkarz, bramkarz
  - Jadranka Joksimović, serbska politolog, polityk
  - Corina Morariu, amerykańska tenisistka pochodzenia rumuńskiego
  - Gonzalo Valenzuela, chilijski aktor
- 1979:
  - Janne Heiskanen, fiński perkusista, członek zespołu The Rasmus
  - Edward Hogg, brytyjski aktor
  - Maksym Kaliniczenko, ukraiński piłkarz
  - Beata Przybytek, polska wokalistka jazzowa, pianistka, kompozytorka
  - Sara Rue, amerykańska aktorka
  - Magdalena Szczytowicz, polska siatkarka
- 1980:
  - Zbigniew Bogucki, polski prawnik, polityk, wojewoda zachodniopomorski, poseł na Sejm RP
  - Adrian Budka, polski piłkarz
  - Phil Dalhausser, amerykański siatkarz plażowy
  - Elie Mitri, libański aktor
  - Rafał Okoniewski, polski żużlowiec
  - David Penalva, portugalski rugbysta
- 1981:
  - Jesús Corona, meksykański piłkarz, bramkarz
  - Dante DeCaro, kanadyjski muzyk rockowy
  - Gustavo Dudamel, wenezuelski dyrygent, skrzypek
  - Michał Jaros, polski samorządowiec, polityk, poseł na Sejm RP
  - Ihab Kareem, iracki piłkarz (zm. 2007)
  - Colin O’Donoghue, irlandzki aktor
  - Edwin Ouon, rwandyjski piłkarz
  - Pakito, francuski didżej, producent muzyczny
  - Monika Sroga, polska siatkarka
- 1982:
  - Ołena Chołosza, ukraińska lekkoatletka, skoczkini wzwyż
  - Chris Daniels, amerykański koszykarz
  - Maciej Więckowski, polski aktor
- 1983:
  - Nikita Bell, amerykańska koszykarka
  - Arturo Casado, hiszpański lekkoatleta, średniodystansowiec
  - Alim Sielimau, białoruski zapaśnik
- 1984:
  - Igor Angulo, hiszpański piłkarz
  - Kamila Boruta, polska aktorka
  - Jan Frąckowiak, polski duchowny katolicki, teolog, wykładowca akademicki
  - Luboš Hušek, czeski piłkarz
  - Alex Izykowski, amerykański łyżwiarz szybki, specjalista short tracku
  - Jung Hyo-jung, południowokoreańska szpadzistka
  - Rubén Gómez, argentyński piłkarz
  - Luo Xuejuan, chińska pływaczka
  - Carlos Mastretta Aguilera, meksykański kierowca wyścigowy
  - Izak van der Merwe, południowoamerykański tenisista
  - Ołeksij Orżel, ukraiński polityk
  - Antonio Rukavina, serbski piłkarz
  - Jurij Trofimow, rosyjski kolarz górski i szosowy
  - Iain Turner, szkocki piłkarz, bramkarz
  - Grzegorz Wojtkowiak, polski piłkarz
- 1985:
  - Valentina Arrighetti, włoska siatkarka
  - Florin Mergea, rumuński tenisista
  - Heather Stanning, brytyjska wioślarka
- 1986:
  - Olga Brózda, polska tenisistka
  - Jekatierina Czernowa, rosyjska siatkarka
  - Gerald Green, amerykański koszykarz
  - Matt Heafy, amerykański muzyk, kompozytor, wokalista, członek zespołów Trivium i Capharnaum pochodzenia japońskiego
  - Thiago Pereira, brazylijski pływak
  - Mustapha Yatabaré, malijski piłkarz
- 1987:
  - Harry Fraud, amerykański producent muzyczny
  - Aniuar Giedujew, rosyjski zapaśnik
  - Sebastian Giovinco, włoski piłkarz
  - Gojko Kačar, serbski piłkarz
  - Rigoberto Urán, kolumbijski kolarz szosowy i torowy
- 1988:
  - Rusłan Ałbiegow, rosyjski sztangista
  - Błażej Augustyn, polski piłkarz
  - Ewelina Brzezińska, polska siatkarka
  - Dimitrios Chondrokukis, grecko-cypryjski lekkoatleta, skoczek wzwyż
  - Gary Hooper, angielski piłkarz
  - Anton Korolow, rosyjski hokeista
  - Maciej Kruczek, polski hokeista
  - Mia Rose, brytyjska piosenkarka pochodzenia portugalskiego
  - Doug Wiggins, amerykański koszykarz
- 1989:
  - MarShon Brooks, amerykański koszykarz
  - Curtis Gonzales, trynidadzko-tobagijski piłkarz
  - Emily Hughes, amerykańska łyżwiarka figurowa
  - Jesper Juelsgård, duński piłkarz
  - Magdalena Korzekwa-Kaliszuk, polska prawnik, dziennikarka, publicystka, pisarka
  - Kerim Lechner, austriacki muzyk, kompozytor, multiinstrumentalista
  - Celso Ortiz, paragwajski piłkarz
  - Sterjos Papachristos, grecki wioślarz
  - Lin Qingfeng, chiński sztangista
  - Jan Urbas, słoweński hokeista
- 1990:
  - Nawaf Al-Abed, saudyjski piłkarz
  - Marvin Baudry, kongijski piłkarz
  - Steevy Chong Hue, tahitański piłkarz
  - Sergio Pérez, meksykański kierowca wyścigowy
  - Peter Sagan, słowacki kolarz szosowy, górski i przełajowy
  - Dawid Szulczek, polski piłkarz, trener
  - Kawin Thamsatchanan, tajski piłkarz, bramkarz
  - Wang Xuanxuan, chiński bokser
  - Ewa Zarębska, polska lekkoatletka, sprinterka
- 1991:
  - Marc Bischofberger, szwajcarski narciarz dowolny
  - Larisa Cerić, bośniacka judoczka
  - Nicolò Melli, włoski koszykarz
  - Alex Sandro, brazylijski piłkarz
  - Asan Sułajmanow, kirgiski zapaśnik
- 1992:
  - Sasha Banks, amerykańska wrestlerka
  - Abdul Gaddy, amerykański koszykarz
  - Tomasz Głód, polski siatkarz
  - Halima Mohamed-Seghir, polska judoczka pochodzenia algierskiego
  - Jhon Mosquera, kolumbijski piłkarz
  - Wahyt Orazsähedow, turkmeński piłkarz
  - Marvin Plattenhardt, niemiecki piłkarz
- 1993:
  - Miguel Borja, kolumbijski piłkarz
  - Cameron Bright, kanadyjski aktor
  - Kevin Pangos, kanadyjsko-słoweński koszykarz
  - Alice Powell, brytyjska zawodniczka wyścigowów samochodowych
  - Filip Starzyński, polski hokeista
  - Mykyta Szewczenko, ukraiński piłkarz, bramkarz
  - Florian Thauvin, francuski piłkarz
  - Ilka Van de Vyver, belgijska siatkarka
  - Iryna Żuk, białoruska lekkoatletka, tyczkarka
- 1994:
  - Mikayıl Əliyev, azerski zawodnik taekwondo
  - Steph Catley, australijska piłkarka
  - Ellinoora, fińska piosenkarka
  - Kilian Frankiny, szwajcarski kolarz szosowy
  - Ligia Grozav, rumuńska lekkoatletka, skoczkini wzwyż
  - Montrezl Harrell, amerykański koszykarz
  - Ariane Lipski, brazylijska zawodniczka MMA pochodzenia polskiego
  - Michaił Mierkułow, rosyjski piłkarz
  - Dmytro Myszniow, ukraiński piłkarz
  - Joseph Quinn, brytyjski aktor
- 1995:
  - Martyna Galant, polska lekkoatletka, biegaczka średniodystansowa
  - Nemanja Maksimović, serbski piłkarz
  - Rafał Włodarczyk, polski piłkarz
- 1996:
  - Zakaria Bakkali, belgijski piłkarz pochodzenia marokańskiego
  - Justin Bibbins, amerykański koszykarz
  - Hwang Hee-chan, południowokoreański piłkarz
  - Tomasz Loska, polski piłkarz, bramkarz
  - María Pedraza, hiszpańska aktorka
  - Jarosław Szemet, ukraińsko-polski dyrygent, pedagog
- 1997:
  - Julio Pleguezuelo, hiszpański piłkarz
  - Gedion Zelalem, amerykański piłkarz pochodzenia etiopskiego
- 1998:
  - William Blumberg, amerykański tenisista
  - Moon Bin, południowokoreański wokalista, tancerz, aktor, członek zespołu Astro (zm. 2023)
  - Simon Vollesen, duński piłkarz
- 1999:
  - Leonardo Balerdi, argentyński piłkarz
  - Nicolai Grahmez, mołdawski piłkarz
  - İsmail Yüksek, turecki piłkarz
- 2000:
  - Ester Expósito, hiszpańska aktorka
  - Darius Garland, amerykański koszykarz
  - Luke Jephcott, walijski piłkarz
  - Damian Papierski, polski kolarz szosowy i torowy
  - Aleksiej Sarana, rosyjski szachista
  - Nuno Tavares, portugalski piłkarz pochodzenia kabowerdeńskiego
- 2001:
  - Geny Catamo, mozambicki piłkarz
  - William Jehú Fajardo, gwatemalski piłkarz
  - Coralie Hayme, francuska judoczka
  - Isaac Okoro, amerykański koszykarz pochodzenia nigeryjskiego
- 2002:
  - Darja Astachowa, rosyjska tenisistka
  - Dennis Borkowski, niemiecki piłkarz
  - Hamidou Diallo, malijski piłkarz
  - Yang Junxuan, chińska pływaczka
- 2004 – Zrinka Ljutić, chorwacka narciarka alpejska

## Zmarli
- 724 – Jazid Ibn Abd al-Malik, kalif z dynastii Umajjadów (ur. 687)
- 946 – Edyta Angielska, królowa wschodniofrankijska (ur. 910)
- 1080 – Amadeusz II, hrabia Sabaudii (ur. ok. 1050)
- 1108 – Alberyk z Cîteaux, francuski cysters, święty (ur. ok. 1050)
- 1275 – Ulryk von Liechtenstein, niemiecki rycerz, minnesinger (ur. 1198)
- 1534 – Rafał z Proszowic, polski bernardyn, Sługa Boży (ur. 1453)
- 1560 – Feliks Ligęza, polski duchowny katolicki, kanonik krakowski, arcybiskup lwowski (ur. przed 1500)
- 1564 – Piotr Szujski, rosyjski kniaź (ur. ?)
- 1568 – Katarzyna Grey, angielska arystokratka (ur. 1540)
- 1572 – Pietro del Monte, włoski arystokrata, wielki mistrz zakonu joannitów (ur. 1499)
- 1574 – Martin Helwig, śląski pedagog, kartograf (ur. 1516)
- 1576 – Juan Ortiz de Zárate, hiszpański konkwistador (ur. 1521)
- 1586 – Kunegunda Jakobina, elektorówna reńska, hrabina Nassau-Dillenburg (ur. 1556)
- 1598 – Klara, księżniczka Brunszwiku-Lüneburga, księżna Anhalt-Zerbst i księżna pomorska (ur. 1550)
- 1600 – Lorenzo Priuli, włoski duchowny katolicki, patriarcha Wenecji, kardynał (ur. 1537)
- 1613 – Jakub Potocki, polski polityk, dowódca wojskowy (ur. ok. 1554)
- 1620 – Matka Katarzyna z Kłobucka, polska augustianka (ur. 1551/52)
- 1630 – Henry Briggs, angielski matematyk, astronom (ur. 1561)
- 1631 – Ludwik, książę Wirtembergii-Mömpelgard (ur. 1586)
- 1640 – Jindřich Matyáš Thurn, czeski arystokrata, dowódca wojskowy pochodzenia niemieckiego (ur. 1567)
- 1662 – Marco Marazzoli, włoski kompozytor (ur. między 1601 a 1609)
- 1675 – Domenico Contarini, doża Wenecji (ur. 1585)
- 1690 – Marcjan Aleksander Ogiński, kniaź, pułkownik, kanclerz wielki litewski (ur. 1632)
- 1697 – Georg Mohr, duński matematyk (ur. 1640)
- 1704 – Rudolf August, książę Brunszwiku-Wolfenbüttel (ur. 1627)
- 1721 – Pierre-Daniel Huet, francuski duchowny katolicki, biskup Soissons, pisarz, filozof (ur. 1630)
- 1725 – Sulchan Saba Orbeliani, gruziński duchowny prawosławny, poeta, dyplomata (ur. 1658)
- 1749 – Johann Georg Wolf, niemiecki duchowny katolicki, dziekan kłodzki i wikariusz arcybiskupi dla wiernych hrabstwa kłodzkiego (ur. 1694)
- 1752 – Jean-François de Troy, francuski malarz, twórca tapiserii (ur. 1679)
- 1757 – René Louis de Voyer de Paulmy d’Argenson, francuski polityk, myśliciel polityczny (ur. 1694)
- 1761 – Charles-Louis-Auguste Fouquet, francuski arystokrata, polityk, dowódca wojskowy, marszałek Francji (ur. 1684)
- 1786 – Hans Joachim von Zieten, pruski generał kawalerii (ur. 1699)
- 1795 – Johann Christoph Friedrich Bach, niemiecki kompozytor (ur. 1732)
- 1799 – Carlo Rezzonico, włoski kardynał (ur. 1724)
- 1801 – Gabriel (Pietrow-Szaposznikow), rosyjski biskup prawosławny (ur. 1730)
- 1809 – Ambroży (Jakowlew-Orlin), rosyjski biskup prawosławny (ur. ok. 1752)
- 1812 – Rodrigo de Sousa Coutinho, portugalski hrabia, polityk, pisarz polityczny (ur. 1755)
- 1823 – Edward Jenner, brytyjski lekarz (ur. 1749)
- 1824 – Théodore Géricault, francuski malarz (ur. 1791)
- 1839 – Jens Esmark, duńsko-norweski geolog, mineralog (ur. 1763)
- 1855 – Gérard de Nerval, francuski poeta, eseista, tłumacz, krytyk teatralny (ur. 1808)
- 1860 – Wilhelmine Schröder-Devrient, niemiecka śpiewaczka operowa, (sopran) (ur. 1804)
- 1870 – Achille Charles de Broglie, francuski polityk, premier Francji (ur. 1785)
- 1873 – Amalia de Beauharnais, cesarzowa Brazylii (ur. 1812)
- 1875 – George Finlay, brytyjski historyk, publicysta (ur. 1799)
- 1876 – Frédérick Lemaître, francuski aktor (ur. 1800)
- 1879 – David Kuh, niemiecki dziennikarz pochodzenia żydowskiego (ur. 1819)
- 1881 – Stanisław Chomętowski, polski psychiatra, neurolog (ur. 1838)
- 1882 – Karl Gottlob Freytag von Loringhoven, rosyjski baron, tajny radca, dyplomata pochodzenia niemiecko-bałtyckiego (ur. 1811)
- 1884 – Pawło Czubynski, ukraiński poeta, folklorysta, etnograf, autor słów hymnu Ukrainy (ur. 1839)
- 1885:
  - Jan Chrucki, polsko-białorusko-rosyjski malarz (ur. 1810)
  - Charles Gordon, brytyjski generał, administrator kolonialny (ur. 1833)
  - Eugeniusz Żmijewski, polski agronom, pisarz, zesłaniec (ur. 1816)
- 1886 – David Rice Atchison, amerykański polityk (ur. 1807)
- 1891 – Nikolaus Otto, niemiecki wynalazca (ur. 1832)
- 1893 – Abner Doubleday, amerykański generał (ur. 1819)
- 1895:
  - Arthur Cayley, brytyjski matematyk, prawnik (ur. 1821)
  - Nikołaj de Giers, rosyjski polityk, dyplomata (ur. 1820)
  - Theodor Kliefoth, niemiecki duchowny i teolog luterański (ur. 1810)
- 1902 – Józef (Naniescu), rumuński biskup prawosławny (ur. 1820)
- 1903 – Augusto Napoleone Berlese, włoski botanik, mykolog, wykładowca akademicki (ur. 1864)
- 1904 – Émile Deschanel, francuski pisarz, literaturoznawca, polityk (ur. 1819)
- 1906 – Ludwika Nałęcz-Morawska, polska zakonnica, Służebnica Boża (ur. 1842)
- 1911:
  - Charles Dilke, brytyjski arystokrata, polityk (ur. 1843)
  - James R. Toberman, amerykański polityk (ur. 1836)
- 1913:
  - Bolesław Gepner, polski okulista (ur. 1835)
  - Sylvester C. Smith, amerykański prawnik, polityk (ur. 1858)
- 1914:
  - Józef Gabriel Brochero, argentyński tercjarz dominikański, święty (ur. 1840)
  - Matthew Makil, indyjski duchowny katolicki obrządku syromalabarskiego, wikariusz apostolski Changanacherry i Kottayam, Sługa Boży (ur. 1851)
  - Jane Morris, brytyjska modelka (ur. 1839)
- 1915:
  - Antoni Barański, polski lekarz, weterynarz, wykładowca akademicki (ur. 1850)
  - Akaki Cereteli, gruziński prozaik, poeta, publicysta (ur. 1840)
- 1917 – Antonina Domańska, polska pisarka (ur. 1853)
- 1918:
  - Antoni Barancewicz, polski inżynier, major, uczestnik powstania styczniowego (ur. 1837)
  - Wiktor Biernacki, polski fizyk, wykładowca akademicki (ur. 1869)
  - Ludwig Edinger, niemiecki anatom, neurolog, wykładowca akademicki (ur. 1855)
  - Ewald Hering, niemiecki fizjolog, wykładowca akademicki (ur. 1834)
  - Jules Lachelier(inne języki), francuski filozof, wykładowca akademicki (ur. 1832)
- 1919 – Cezary Wojciech Haller, polski kapitan, polityk (ur. 1875)
- 1920:
  - Jeanne Hébuterne, francuska malarka (ur. 1898)
  - Władimir Kappel, rosyjski generał pochodzenia szwedzkiego (ur. 1883)
- 1922:
  - Ernest Marie Louis Bedel, francuski entomolog (ur. 1849)
  - Luigi Denza, włoski kompozytor, śpiewak (ur. 1846)
  - Tomasz Strózik, polski major piechoty, działacz niepodległościowy (ur. 1893)
- 1923:
  - Zygmunt Celichowski, polski bibliotekarz, historyk, wydawca, działacz społeczny (ur. 1845)
  - Jan Rembowski, polski malarz, rzeźbiarz, grafik (ur. 1879)
  - Michał Sozański, polski malarz, rysownik (ur. 1853)
- 1925 – James MacKenzie, szkocki kardiolog (ur. 1853)
- 1926 – Lucyna Haller de Hallenburg, polska nauczycielka, działaczka niepodległościowa (ur. 1844 lub 45)
- 1927 – Laetus Bernatek, polski bonifrater pochodzenia czeskiego (ur. 1847)
- 1928 – Aleksander Hertz, polski reżyser i producent filmowy pochodzenia żydowskiego (ur. 1879)
- 1931 – Edward I. Edwards, amerykański polityk (ur. 1863)
- 1932:
  - Julian Święcicki, polski poeta, prozaik, tłumacz (ur. 1850)
  - William Wrigley Jr., amerykański przedsiębiorca (ur. 1861)
- 1934:
  - Franciszek Aleksander Macharski, polski kupiec, filantrop (ur. 1852)
  - Leon Trojanowski, polski major kawalerii (ur. 1996)
- 1935:
  - Joanna Maria od Jezusa Eucharystycznego, belgijska zakonnica, Służebnica Boża (ur. 1861)
  - Hilda Sachs, szwedzka dziennikarka, tłumaczka, pisarka, nauczycielka (ur. 1857)
- 1937 – Mihály Lenhossék, węgierski lekarz, anatom, histolog (ur. 1863)
- 1938:
  - Gertrude Bonnin, indiańska pisarka, poetka, kompozytorka, aktywistka społeczna (ur. 1876)
  - Wołodymyr Temnyckyj, ukraiński prawnik, adwokat, publicysta, polityk (ur. 1879)
- 1939:
  - Joseph Irwin France, amerykański polityk (ur. 1873)
  - Józef Tuliszkowski, polski major saperów, inżynier pożarnik (ur. 1867)
- 1940:
  - Jefim Kriwiec, radziecki starszy major bezpieczeństwa państwowego (ur. 1897)
  - Iwan Łocmanow, radziecki funkcjonariusz sluzb specjalnych, polityk (ur. 1903)
  - Aleksiej Nasiedkin, radziecki funkcjonariusz służb specjalnych, polityk (ur. 1897)
  - Lew Rejchman, radziecki major bezpieczeństwa państwowego pochodzenia żydowskiego (ur. 1901)
- 1941 – Jan Załuska, polski podpułkownik lekarz (ur. 1873)
- 1942 – Felix Hausdorff, niemiecki matematyk, wykładowca akademicki (ur. 1868)
- 1943:
  - Michał Kozal, polski duchowny katolicki, biskup pomocniczy włocławski, męczennik, błogosławiony (ur. 1893)
  - Antoni Zimniak, polski duchowny katolicki, biskup pomocniczy częstochowski (ur. 1878)
- 1945:
  - Məmiş Abdullayev, radziecki sierżant (ur. 1923)
  - Johannes Block, niemiecki generał (ur. 1894)
  - Iwan Gusiew, radziecki starszy sierżant (ur. 1918)
  - Stanisław Klementowski, polski podpułkownik piechoty, działacz niepodległościowy  (ur. 1894)
  - Leon Supiński, polski prawnik, polityk, minister sprawiedliwości, pierwszy prezes Sądu Najwyższego (ur. 1874)
- 1946:
  - Antoni Süss, polski weteran powstania styczniowego (ur. 1845)
  - Karol Wachtl, polski działacz i historyk polonijny (ur. 1879)
- 1947:
  - Gustaw Adolf Bernadotte, szwedzki książę (ur. 1906)
  - Berthe Cabra, belgijska podróżniczka (ur. 1864)
  - Guy Urban Hardy, amerykański polityk (ur. 1872)
  - Grace Moore, amerykańska aktorka, śpiewaczka operowa (sopran) (ur. 1898)
- 1948:
  - Ignacy Friedman, polski pianista, kompozytor, pedagog pochodzenia żydowskiego (ur. 1882)
  - Thomas Theodor Heine, niemiecki malarz, grafik, ilustrator, rzeźbiarz, satyryk (ur. 1867)
  - John Lomax, amerykański muzykolog, folklorysta (ur. 1867)
  - Heinrich Sohnrey, niemiecki dziennikarz, publicysta, pisarz, pedagog (ur. 1859)
- 1949 – John Percival, brytyjski botanik, wykładowca akademicki (ur. 1863)
- 1950 – Herbert Winlock, amerykański egiptolog (ur. 1884)
- 1951 – Edward Milewski, polski pułkownik kawalerii (ur. 1894)
- 1952 – Chorlogijn Czojbalsan, mongolski dowódca wojskowy, marszałek, polityk komunistyczny, premier i przywódca kraju (ur. 1895)
- 1954:
  - Zygmunt Piasecki, polski generał brygady (ur. 1893)
  - Manabendra Nath Roy, indyjski polityk komunistyczny, filozof (ur. 1887)
- 1955:
  - William Jackson, szkocki curler (ur. 1871)
  - Holger Nielsen, duński szermierz, lekkoatleta, strzelec sportowy (ur. 1866)
- 1957:
  - Helene Costello, amerykańska aktorka (ur. 1906)
  - José Linhares, brazylijski prawnik, polityk, prezydent Brazylii (ur. 1886)
  - Mamoru Shigemitsu, japoński dyplomata, polityk (ur. 1881)
  - Gieorgij Zacharow, radziecki generał (ur. 1897)
- 1962 – Lucky Luciano, amerykański gangster pochodzenia włoskiego (ur. 1897)
- 1963:
  - Maurice Hankey, brytyjski arystokrata, polityk (ur. 1877)
- 1964:
  - Józef Handzelewicz, polski architekt (ur. 1880)
  - Xawery Dunikowski, polski rzeźbiarz, malarz, pedagog (ur. 1875)
  - Edouard de Pomiane, francuski lekarz, autor książek kucharskich pochodzenia polskiego (ur. 1875)
- 1967 – Erwin Kruppa, austriacki matematyk, wykładowca akademicki (ur. 1885)
- 1968 – Zygmunt Jan Skrobański, polski architekt, żołnierz AK, uczestnik powstania warszawskiego (ur. 1916)
- 1969:
  - Fats Everett, amerykański polityk (ur. 1915)
  - Mieczysław Lepecki, polski major piechoty, podróżnik, pisarz, publicysta (ur. 1908)
- 1970 – Walenty Kubica, polski polityk, poseł na Sejm PRL (ur. 1906)
- 1971:
  - Michał Grobelski, polski ortopeda (ur. 1889)
  - Hermann Hoth, niemiecki generał pułkownik wojsk pancernych, zbrodniarz wojenny (ur. 1885)
- 1972:
  - Władimir Jurowski, rosyjski kompozytor (ur. 1915)
  - Wacław Komar, polski generał brygady (ur. 1909)
  - Stanisław Łapiński, polski aktor, reżyser teatralny, dyrektor teatru (ur. 1895)
  - František Smolík, czeski aktor (ur. 1891)
- 1973 – Edward G. Robinson, amerykański aktor pochodzenia rumuńskiego (ur. 1893)
- 1974 – Boris Bychowski, rosyjski zoolog, parazytolog, wykładowca akademicki (ur. 1908)
- 1975:
  - José Antonio Mora, urugwajski prawnik, dyplomata, polityk (ur. 1897)
  - Henning Olsen, norweski łyżwiarz szybki (ur. 1890)
- 1976 – Gabriel Maria Allegra, włoski franciszkanin, biblista, tłumacz, poliglota, misjonarz, błogosławiony (ur. 1907)
- 1977 – Dietrich von Hildebrand, niemiecki filozof, teolog katolicki (ur. 1889)
- 1978:
  - Leo Genn, brytyjski aktor, prawnik (ur. 1905)
  - Naoki Hoshino, japoński urzędnik państwowy, polityk, zbrodniarz wojenny (ur. 1892)
  - Zbigniew Zabierzowski, polski lekkoatleta, sprinter, trener (ur. 1916)
- 1979:
  - Bart McGhee, amerykański piłkarz pochodzenia szkockiego (ur. 1899)
  - Nelson Rockefeller, amerykański polityk, wiceprezydent USA (ur. 1908)
- 1980:
  - Justas Paleckis, litewski dziennikarz, polityk, p.o. premiera i prezydenta Litwy (ur. 1899)
  - Harry Hemley Plaskett, kanadyjski astronom (ur. 1893)
  - Antoni Rząsa, polski rzeźbiarz, pedagog (ur. 1919)
- 1985:
  - Kenny Clarke, amerykański perkusista jazzowy (ur. 1914)
  - Waldemar Obrębski, polski piłkarz, trener (ur. 1944)
  - Stefan Putowski, polski architekt, urbanista (ur. 1903)
- 1987:
  - Adolf Ciborowski, polski architekt, urbanista (ur. 1919)
  - Jan Michał Grubecki, polski polityk, działacz ruchu ludowego, członek PKWN (ur. 1904)
- 1988:
  - Pierre Bressinck, belgijski zapaśnik (ur. 1906)
  - Gerson Iskowicz, kanadyjski malarz pochodzenia polsko-żydowskiego (ur. 1921)
- 1990:
  - Dodo Abaszydze, gruziński aktor, reżyser (ur. 1924)
  - Bob Gerard, brytyjski kierowca wyścigowy (ur. 1914)
  - Toninho Guerreiro, brazylijski piłkarz (ur. 1942)
- 1991 – Des Koch, amerykański lekkoatleta, dyskobol (ur. 1932)
- 1992 – José Ferrer, portorykański aktor, reżyser filmowy (ur. 1912)
- 1993 – Robert Jacobsen, duński rzeźbiarz (ur. 1912)
- 1994:
  - Alaksandr Adamowicz, białoruski pisarz, historyk literatury (ur. 1927)
  - Lejaren Hiller, amerykański kompozytor, chemik (ur. 1924)
- 1995 – Vic Buckingham, angielski piłkarz, trener (ur. 1915)
- 1996:
  - Harold Brodkey, amerykański pisarz (ur. 1930)
  - Charles Jewtraw, amerykański łyżwiarz szybki (ur. 1900)
  - Dave Schultz, amerykański zapaśnik (ur. 1959)
- 1997 – Mira Zimińska-Sygietyńska, polska aktorka, reżyserka, pedagog, dyrektor Państwowego Zespołu Ludowego Pieśni i Tańca „Mazowsze” (ur. 1901)
- 1998 – Mario Schifano, włoski malarz, reżyser (ur. 1934)
- 2000:
  - Don Budge, amerykański tenisista (ur. 1915)
  - Alfred Elton van Vogt, kanadyjski pisarz science fiction (ur. 1912)
- 2002 – Francisco Cabañas, meksykański bokser (ur. 1912)
- 2003:
  - Walerij Brumel, rosyjski lekkoatleta, skoczek wzwyż (ur. 1942)
  - George Younger, brytyjski arystokrata, polityk (ur. 1931)
- 2004:
  - Krzysztof Hausner, polski piłkarz (ur. 1944)
  - Aleksander Małachowski, polski polityk, poseł na Sejm RP (ur. 1924)
- 2006 – Miron Kertyczak, polski działacz społeczny (ur. 1955)
- 2007 – Lucyna Krzywonos, polska pilotka i instruktorka szybowcowa (ur. 1928)
- 2008 – George Habasz, palestyński terrorysta (ur. 1926)
- 2009:
  - Leroy Cooper, amerykański saksofonista (ur. 1929)
  - John Isaacs, amerykański koszykarz pochodzenia jamajsko-panamskiego (ur. 1915)
- 2010:
  - Louis Auchincloss, amerykański prawnik, historyk, pisarz, eseista (ur. 1917)
  - Juliusz Bardach, polski prawnik, historyk prawa, wykładowca akademicki (ur. 1914)
  - Geoffrey Burbidge, brytyjski fizyk, astronom, wykładowca akademicki (ur. 1925)
- 2011:
  - Mojmír Horyna, czeski historyk sztuki (ur. 1945)
  - Tore Sjöstrand, szwedzki lekkoatleta, długodystansowiec (ur. 1921)
- 2012:
  - Ian Abercrombie, brytyjski aktor (ur. 1934)
  - Roberto Mieres, argentyński kierowca wyścigowy (ur. 1924)
  - Franco Pacini, włoski astronom (ur. 1939)
- 2013:
  - Stefan Kudelski, polski elektronik, wynalazca (ur. 1929)
  - Daurene Lewis, kanadyjska polityk (ur. 1944)
- 2014:
  - Tom Gola, amerykański koszykarz pochodzenia polskiego (ur. 1933)
  - Oleg Imriekow, rosyjski piłkarz (ur. 1962)
  - Zdzisław Rachtan, polski porucznik, żołnierz podziemia niepodległościowego (ur. 1924)
- 2015:
  - Kazimierz Bartoszyński, polski teoretyk i historyk literatury (ur. 1921)
  - Lucjan Lis, polski kolarz szosowy (ur. 1950)
  - Lee Spick, brytyjski snookerzysta (ur. 1980)
  - Tom Uren, australijski polityk (ur. 1921)
- 2016:
  - Black, brytyjski muzyk, wokalista, kompozytor (ur. 1962)
  - Jan Czepułkowski, polski sztangista (ur. 1930)
  - Dorota Gonet, polska dziennikarka muzyczna, muzykolog (ur. 1957)
  - Krzysztof Krzak, polski poeta, bard (ur. 1963)
  - Jerzy Tomaszewski, polski artysta fotografik (ur. 1924)
  - Abe Vigoda, amerykański aktor (ur. 1921)
  - Janusz Wawrzkiewicz, polski specjalista nauk weterynaryjnych (ur. 1939)
- 2017:
  - Anne-Marie Colchen, francuska lekkoatletka, skoczkini wzwyż, koszykarka (ur. 1925)
  - Mike Connors, amerykański aktor (ur. 1925)
  - Barbara Hale, amerykańska aktorka (ur. 1922)
  - Tadeusz Malak, polski aktor (ur. 1933)
  - Bohdan Paczowski, polski architekt, eseista, fotografik (ur. 1930)
- 2018:
  - José Diaz Cueva, ekwadorski duchowny katolicki, biskup pomocniczy Guayaquil i Cuenca, biskup diecezjalny Azogues (ur. 1925)
  - Kacper Gondek, polski kajakarz górski (ur. 1993)
  - Elizabeth Hawley, amerykańska dziennikarka, kronikarka wypraw himalajskich (ur. 1923)
  - Tadeusz Jasiński, polski inżynier kolejnictwa, przedsiębiorca, działacz społeczny i sportowy (ur. 1932)
  - Ryszard Kruk, polski siatkarz, trener (ur. 1948)
- 2019:
  - Jean Guillou, francuski kompozytor, pianista, organista, pedagog (ur. 1930)
  - Michel Legrand, francuski kompozytor muzyki filmowej, pianista, dyrygent, wokalista jazzowy (ur. 1932)
  - Mulamba Mutumbula Ndaye, kongijski piłkarz (ur. 1948)
- 2020:
  - Kobe Bryant, amerykański koszykarz (ur. 1978)
  - Wsiewołod Czaplin, rosyjski duchowny prawosławny, teolog (ur. 1968)
  - Louis Nirenberg, kanadyjsko-amerykański matematyk, wykładowca akademicki pochodzenia żydowskiego (ur. 1925)
  - Wang Xianliang, chiński polityk, urzędnik państwowy (ur. 1957)
- 2021:
  - Winfried Bölke, niemiecki kolarz torowy i szosowy (ur. 1941)
  - Margitta Gummel, niemiecka lekkoatletka, kulomiotka (ur. 1941)
  - Cloris Leachman, amerykańska aktorka (ur. 1926)
  - Hana Maciuchová, czeska aktorka (ur. 1945)
  - Luc Matthys, belgijski duchowny katolicki, biskup Armidale (ur. 1935)
  - Józef Nizioł, polski matematyk, wykładowca akademicki (ur. 1938)
  - Lars Norén, szwedzki dramaturg, nowelista, poeta (ur. 1944)
  - Roman Pawlicki, polski aktor (ur. 1935)
  - Janez Pirnat, słoweński rzeźbiarz (ur. 1932)
  - Siergiej Prichod´ko, rosyjski polityk, wicepremier (ur. 1957)
  - Jerzy Stępkowski, polski aktor (ur. 1953)
  - Jozef Vengloš, słowacki piłkarz, trener (ur. 1936)
- 2022:
  - Philippe Contamine, francuski historyk mediewista, wykładowca akademicki (ur. 1932)
  - Jan Michalik, polski zapaśnik (ur. 1948)
  - Aleksander Saków, polski lekkoatleta, oszczepnik (ur. 1939)
  - Ernst Stankovski, austriacki aktor (ur. 1928)
- 2023:
  - Eduard Łobau, białoruski opozycjonista, więzień polityczny, więzień sumienia (ur. 1988)
  - Edgar Schein, amerykański psycholog społeczny, wykładowca akademicki pochodzenia szwajcarskiego (ur. 1928)
  - Tadeusz Zagoździński, polski fotograf, fotoreporter, fotograf wojenny (ur. 1938)
- 2024:
  - Hartmut Bagger, niemiecki generał, Generalny Inspektor Bundeswehry (ur. 1938)
  - Emanuele Catarinicchia, włoski duchowny katolicki, biskup Cefalù i Mazara del Vallo (ur. 1926)
  - Włodzimierz Jastrzębski, polski historyk, publicysta (ur. 1939)
- 2025:
  - Moses Effiong, nigeryjski piłkarz (ur. 1959)
  - Ireneusz Jan Kamiński, polski historyk sztuki, publicysta (ur. 1937)
  - Jacek Osadowski, polski scenograf filmowy i telewizyjny (ur. 1941)
  - Mary Peach, brytyjska aktorka (ur. 1934)
  - Gary Phillips, amerykański koszykarz (ur. 1939)
  - Avtar Singh Bhurji, ugandyjski hokeista na trawie (ur. 1944)
  - Grant Tambling, australijski polityk, gubernator Terytorium Wyspy Norfolk (ur. 1943)
  - Joanis Ziangas, grecki inżynier, menadżer, polityk, eurodeputowany (ur. 1940)